# ارتش اول یونان
ارتش اول یونان (انگلیسی: First Army) ارتش میدانی پیاده‌نظام مکانیزه نیروی زمینی یونان است، که در سال ۱۹۴۷ تأسیس شد. ستاد فرماندهی ارتش اول یونان در شهر لاریسا قرار دارد.
ارتش اول بالاترین تشکیلات ارتش یونان و تنها ارتش میدانی موجود آن است.
منابع مختلف انگلیسی و آلمانی به اشتباه از وجود ارتش اول در طول جنگ یونان و ایتالیا و نبرد یونان (۱۹۴۰–۱۹۴۱) یاد می‌کنند. ارتش یونان در این دوره فرماندهی در سطح ارتش نداشت. وب‌سایت لئو نیهورستر، سازماندهی بالاتر ارتش یونان را در ۱۵ اوت ۱۹۴۰ نشان می‌دهد، به طوری که ستاد کل ارتش یونان مستقیماً بر پنج سپاه، سه لشکر و قلعه تسالونیکی نظارت داشت.
ارتش اول در مارس ۱۹۴۷، در طول جنگ داخلی یونان، ایجاد شد. این ارتش، سپاه دوم و سپاه سوم را کنترل می‌کرد و ولوس به عنوان ستاد مرکزی آن بود. این ارتش در ۱۰ فوریه ۱۹۴۸ منحل شد و در سال ۱۹۵۱ با ستاد مرکزی خود در لاریسا، جایی که تا به امروز باقی مانده است، دوباره تأسیس شد. فرمانده ارتش اول یونان همیشه یک سپهبد است.